# Charles Bulfinch
Charles Bulfinch (Boston, 1763 — 1844) va ser un arquitecte estatunidenc.
Les seves obres de caràcter neoclàssic i romantic es destaquen com una de les primeres manifestacions d'una arquitectura nacional al seu país. Va dissenyar el capitolis de Boston, Hartford i Augusta i va dirigir durant una època les obres del Capitoli dels Estats Units a Washington DC (1817-30).